# 小马利亚
小马利亚，是孩之宝的系列动画剧集《小马宝莉：友情就是魔法》及其相关电影《小马宝莉大电影》中的虛構國家，同時也是故事中的主要場景。剧中角色们所使用的语言被叫做“小马语”（英語：Ponish），而不是英语。然而，因为剧中可以见到数次拉丁——英文字母，故可认为这仅是英语的另一种名称。小马利亚被描述为一个联邦君主立宪制亲王国，由四位公主和一位王子统治；它的次级邻国水晶帝国的最高统治者也是这四位公主之中的一位。小马利亚被描述为在古代由三個小馬種族（陸馬、飛馬、獨角獸）經過遷徙之後所建立。除了小馬外也住著許多其他的生物。
国名“小马利亚”（英語：——源于英文单词"equestrianism"（马术），来自拉丁语"equester"（意为“骑马者所拥有的”），体现出了与“骑马”的关系。另一种说法是，"Equestria"来源于拉丁语的"equus"与"trias",意为“马属”与“三”；由此可见，该词可被释义为“三个小马部落的土地”。

## 历史

### 建立
《暖炉夜》一集描述小马利亚的建立是小马的三个种族（飞马、独角兽、陆马）联合在一起打败风之魔（英語：Windegos）并终结一场无止境的风暴。

### 公主两姐妹和梦魇之月
《暖炉夜》一集描绘宇宙公主和月亮公主两姐妹是小马利亚最开始的统治者。 她们的统治被描绘为一片和平的图景，直到象征混乱与不和谐精神的龙马（英語：draconequus）——无序出现。他在两集故事《无序之灾》中进攻小马利亚。
本剧集开始于一篇讲述月亮公主黑暗形态——梦魇之月的传说。故事讲述月亮公主错误地认为，相对于黑夜小马们更喜欢白昼是讨厌她的证据，便在内心拒绝了她的姐姐和小马利亚，转变为梦魇之月，并创造永恒的黑夜。“和谐之元”被用来将梦魇之月流放到月球一千年。

### 梦魇之月回归
本剧首两集故事《友谊的魔力》描述被称为“Mane Six”的六匹小马主人公打败了梦魇之月。每匹小马与打败梦魇之月的和谐之元之一相关联：苹果嘉儿象征诚实，碧琪象征欢笑，云宝象征忠实，柔柔象征善良，珍奇象征慷慨，紫悦象征魔法。第二集以打败梦魇之月并将她转换为月亮公主作结尾。

### 无序回归
无序最初出现于第二季的开头，他从监禁在石头中逃脱，开始在全小马利亚制造混乱。在两集故事《无序之灾》中，他夺取了小马谷作为他的“世界混乱之都”，但被“和谐之元”打败了。无序在第三季第十集“改邪归正”中再次出现，此时他与柔柔成为了朋友并改邪归正了。在第六季中，无序成了小马利亚的救世主。

### 幻形族入侵坎特洛特
在第二季的结尾，两集故事《皇家婚礼》描绘了紫悦的保姆（英語：foal-sitter）——音韵公主与坎特洛特皇家卫队队长，紫悦哥哥闪耀盔甲的婚礼。 该集引入了新角色——虫茧女王，她是一只囚禁并模仿音韵公主来为进攻小马利亚的首都坎特洛特做准备的幻形。作为反派，虫茧女王的力量来源为闪耀盔甲对音韵的爱。紫悦找到了真相，解禁了音韵公主，并在婚礼之前揭示了音韵的冒充者。在和谐之元的帮助下，音韵公主和闪耀盔甲以他们的爱作为力量打败了幻形族的入侵。

### 水晶帝国回归
水晶帝国在第三季被引入，被设定为位于小马利亚遥远北方的水晶小马的家。水晶帝国的统治者，森布拉大王（英語：King Sombra）,是两集故事《水晶帝国》的统治者。他被宇宙公主和月亮公主打败，并随他的王国一齐消失了一千年。在音韵公主和闪耀盔甲的帮助下，“Mane Six”在水晶帝国重现之后到那里去开展冒险。她们通过由紫悦的龙助手找到的，用来保护水晶帝国的水晶之心阻止了森布拉大王再次带走水晶帝国。在这之后，音韵公主成为了水晶帝国的官方最高统治者。

## 地點
- 小馬鎮（Ponyville）

位於小馬國的城鎮，是故事的主舞台，主要角色們居住的地方。第一集中紫悅受宇宙公主之託前往此地進行夏日祭典的審查工作，之後就暫時定居在這邊，學習友誼的魔法。大部分的劇情便圍繞著主角們與小馬村居民的日常生活。
金橡樹圖書館（Golden Oak Library）
紫悅在小馬村居住的地方，外觀上是一棵內部被掏空的樹，擁有大量的藏書。
一樓是藏書區，二樓是紫悅的起居室，地下一樓則是擺放著許多做研究用的儀器。
在《Twilight's Kingdom》中遭到蹄銳剋的魔法直擊，整座圖書館被炸成廢墟。之後樹根被紫悅的朋友們挖起來做成友誼城堡裡王座廳的吊燈。
友誼城堡（The Castle of Friendship）
在《Twilight's Kingdom》中由和諧之樹創造出來的城堡，在圖書館被毀之後成為紫悅的新居。
城堡中的王座廳設有七個王座，分別對應七位主角(其中穗龍的座位被放在紫悅的旁邊，尺寸比起其他的要小上一圈)。
方糖角落（Sugarcube Corner）
碧琪工作的烘焙坊，店主是蛋糕夫婦。
一樓是店面，二樓是蛋糕夫婦住的地方，碧琪則住在閣樓，地下室則是碧琪存放朋友相關資訊及規畫派對的地方。
蜜蘋果園（Sweet Apple Acres）
蘋果嘉兒的家，專門生產蘋果相關產品的農場，也是小馬村的發跡之地。
旋轉木馬服飾店（Carousel Boutiqie）
珍奇在小馬村經營的服飾店，同時也是她的家。
- 坎特拉城（Canterlot）

紫悅的故鄉，同時也是兩大公主皇宮的所在地，一般而言，居住在這邊的都是地位比較高的小馬，因此有部分當地居民会小馬村等鄉下地方显得不屑。
- 永遠自由森林（Everfree forest）

小馬村附近的一座森林，居住著許多未知的可怕生物。
該區域的天氣及生態皆具有自主運行的能力，被許多小馬視為不正常(因為小馬國的天氣及生態一般是需要小馬來協助進行維護)。
（Castle of Two Sisters）
位於永恆自由森林裡的廢棄古堡，實際上是一千年前皇家姊妹的居所，因為噩夢之月的作亂而導致嚴重受損，現已成為森林裡的廢墟，是在放逐了噩夢之月後，和諧元素沉睡的地方。
值得注意的是，除了當初噩夢之月的破壞造成的損傷以外，整整一千年的歲月裡，城堡並沒有因此徹底崩毀，其中一部分的結構甚至是完好的。包括城堡內的圖書館藏書，也沒有因為歲月的摧殘而消失殆盡。
從過去皇家姊妹留在此地的日記可以得知，城堡中有許多的暗門（月亮公主很喜歡這樣的設計）以及各種莫名奇妙的機關。
- 雲中城（Cloudsdale）

由雲所組成的城市，是飛馬們居住的地方。由於只有飛馬能在雲上面行走，其他小馬要造訪此地只能透過特殊的魔法或是站在有鋪柏油的地方(雲之都有些地方有鋪柏油，據推測應該是做為飛馬起降用的跑道)。
- （Appleoosa）

充滿著舊西部風格的城鎮，居民主要種植蘋果以及製作蘋果派維生。
- 馬哈頓（Manehattan）

小馬國的大都市，設定取自紐約曼哈頓，有別於小馬國其他地區的中世紀風格，馬哈頓的景觀相當現代化，有許多高樓建築。
- 拉斯天馬斯（Las Pegasas）

地名，小馬國的其中一座城市，設定取自賭城拉斯維加斯，以遊樂園、賭場、飯店等休閒設施為主要景觀構成。
- 水晶帝國（Crystal Empire）

曾經消失一千年的王國，現在由音韻公主與閃耀盔甲所治理。是水晶小馬的居住地，氣候寒冷且存在極光現象。
- 彩虹瀑布（Rainbow Fall）

小馬國境內的著名風景區。
每年會在此舉辦交換市集。為求交易公平，每次的交換市集都會有公主在場主持。

## 種族
居住在小馬國的小馬分成三種種族，分別是Earth pony（陸馬），Unicorn（獨角獸/角马）和Pegasus（飛馬/天马，複數為Pegasi），除了這三種外，還有十分罕見的Pegacorn/ Alicorn（天角獸/空角獸），不同種族的小馬皆可相互交配，也有可能經過隔代遺傳生出不同種族的後代。
- 陸馬（Earth Ponies）

沒有角和翅膀的小馬，在三個種族中擁有最大的力氣，對土地擁有特殊的感應，他們都是負責發展農業工作的種族。
- 飛馬（Pegasi）

擁有翅膀的小馬，具飛行能力。可以於雲上站立並可自由移動雲朵，主要負責控制天氣。
- 獨角獸（Unicorns）

擁有角的小馬，可利用角來施展魔法，進行較為精細的工作。
- 天角獸/空角獸/神駒族（Alicorn）

同時擁有角和翅膀的種族，擁有包含上述三種小馬的能力，被認為擁有更超凡的力量，目前為止僅有五隻天角獸登場，均為國家領導者的角色。目前天角獸的各種設定（包括是否長生不老等）依然備受討論，比較確定的是在相同體格條件上，天角獸會比一般小馬的體型要大一點點。
有時背景也會出現貌似天角獸的小馬，但不確定是純粹作畫失誤，還是也存在非皇室成員的天角獸。

## 聖物、神器
和諧元素（Elements of Harmony）
- 小馬國中最為強大的超級保衛魔法，可以淨化一切不和諧的事物。作為對抗一切混亂與災禍的最終抑制力，是小馬國國防最重要的一環。
- 分別為誠實、善良、歡笑、慷慨、忠誠五個元素。當所有部分集合起來時，就能結合出第六個元素：魔法。
- 最初六個元素的外觀是顏色各異的六個結晶體（除了「魔法」元素是六芒星晶體以外，其他五個都是六角型的水晶）；而在六位主角成為元素使者之後，外觀則變成鑲水晶的飾品，其中「魔法」元素是变为髮箍(在紫悅成為公主後則變成皇冠)，其他五個元素則是短项链。
- 六個元素在由主角們繼承後，結晶體本身的外觀亦產生變化，分別是:

誠實：蘋果造型的橙色水晶，對應的元素使者是蘋果嘉兒
善良：蝴蝶造型的淡粉紅色水晶，對應的元素使者是柔柔
歡笑：氣球形狀的水藍色結晶，對應的元素使者是碧琪
慷慨：菱形的紫色水晶，對應的元素使者是珍奇
忠誠：閃電狀的紅色結晶體，對應的元素使者是雲寶
魔法：六個元素中唯一結晶體沒有改變形狀的元素，和過去一樣是六芒星形的紫紅色水晶，對應的元素使者是紫悅
- 在第四季初，為了拯救和諧之樹，元素晶體被從飾品上拔除，並重新歸還於和諧之樹。

和諧之樹（Tree of Harmony）
- 與和諧元素的魔力有所連結，是小馬國生命力的泉源。
- 當初和諧元素就是從這棵樹上摘下來，直至紫悅等馬把元素水晶歸還於它為止，已經獨力支撐小馬國超過一千年之久。
- 於《Princess Twilight Sparkle》一集中，由於和諧元素的歸還，使得本來即將枯萎的和諧之樹重獲生機，後來它再結出一個匣子，為紫悅等馬取代和諧元素水晶的力量。

和諧之匣（Chest of Harmony）
- 由和諧之樹所結出的匣子，要打開必須要集齊對應六個鎖的六把鑰匙，是第四季主線劇情的關鍵。
- 於《Twilight's Kingdom》一集中集齊最後一把鑰匙並成功將之開啟，讓紫悅等馬能夠不需要配帶和諧元素便能發動元素魔法。
- 在第四季終盤成為友誼城堡的基石。

水晶鏡（The Crystal Mirror）
- 《小马国女孩》（My Little Pony: Equestria Girls）电影系列中出現的道具。
- 是一条每隔三十個月就會開三日來往人類世界的通道，原本放在坎特拉城，後來由音韻公主帶到水晶帝國。
- 後來大法師為此作基礎，製過了多個來往不同平行世界的魔鏡，當中包括類似Shattered Glass般正邪倒轉的对映世界。
- 在《彩虹小馬：彩虹搖滾》這部新電影中紫悅運用原本為宇宙公主所有、用來和落日霞光聯繫的魔法書，做出可隨時來往人類世界的通道。
- 在人類世界那一端的通道入口是隱藏在坎特拉高中「闪电天马雕像（Wondercolts Statue）」的基座。

風神聖物（Idol of Boreas）
- 在過去由第一任獅鷲獸王葛羅弗發現，並由獅鷲獸一族所擁有的神器。
- 根據傳說，風神聖物是由被北風自山巒另一側吹來、金色夕陽灑下的塵埃所打造。其存在象徵獅鷲獸一族心中的榮耀，亦促使原本天性貪婪的獅鷲獸團結一致、互相扶持。
- 而在傳位至第十四任獅鷲獸王──古托王時，風神聖物遭到獨眼人(Arimaspi)盜取，而在追捕的過程中獨眼人不慎摔落深谷，風神聖物亦因此下落不明。

星旋的未完成咒語（Star Swirl's incomplete spell）
- 於《Magical Mystery Cure》中登場的咒語，是星旋白鬍智者(Star Swirl the Bearded)生前未能完成的魔法。
- 目前作用眾說紛紜，只知道曾打亂其他五位主角的可愛標誌，後來被紫悅完成。
- 咒文如下(星旋完成的部分)

「From one to another, another to one. A mark of one's destiny singled out alone, fulfilled.(一轉一變，造就乾坤挪移。天命之誌，抽出孤立即成) 」
- 而紫悅後來修正後增加的部分為

「From all of us together, together we're friends. With the marks of our destinies made one, there is magic without end! (心繫一體，締造友誼之結。共同天命，魔法永不止歇)」

## 名詞
魔力（Magic Power）
- 所有種族的小馬體內都擁有魔力，並且體現在不同的領域。
- 陸馬能夠透過魔力和土地產生感應，進而種植作物，同時由於魔力的影響，陸馬能夠擁有較其他兩個種族更強大的體能。
- 飛馬能夠透過魔力來踩在雲上以及飛行(於第四季末中有提到，地雷剋用來奪取魔力的黑魔法可以奪走飛馬的飛行能力，由此可知飛馬的飛行需要用到魔力)。
- 獨角獸能夠透過角來操控魔力做不同用途，是唯一能主動釋放魔力進行多方面運用的種族。

魔法（Magic）
- 不同於陸馬及飛馬，獨角獸能夠透過角來主動釋放並操控魔力(陸馬及飛馬的魔力主要是被動的影響身體的機能)，並進行多種領域的廣泛應用，在施法時角會發出淡淡的光芒。角發光的顏色多半是和虹膜的顏色相同，但也有例外。
- 獨角獸的的魔法在生活上相當廣泛。在劇中舉凡是搬東西、翻書、寫字(一般不用魔法的情況下主要是用嘴巴咬著筆寫字)等方面都可以看到獨角獸使用魔法來進行相關的動作。
- 而在戰鬥中，魔法也是相當實用的武器，在動畫中多次出現獨角獸用魔法進行攻擊的畫面。
- 部分高難度的魔法需要靠咒語(Spell)來施展，而咒文之間多半會押韻（《Magical Mystery Cure》中紫悅有指出這點）。

可愛標誌（Cutie Marks）
- 每一位小馬在一生中會獲得，象徵才賦、性格或天命的重要標記，長在屁股上(確切來說是後大腿上方)左右各一個，而兩側的標記有的會是一樣的，有的則會依照左右不同呈鏡像翻轉。
- 每一隻小馬出生時是沒有的，要直到發掘出自己的長處、特色或是與生俱來的天命後才出現。( 例如一隻小馬的長處是工程，那可愛標記可能是扳手標記 )
- 沒有可愛標誌的馬通常會被稱為「白屁屁(Blank Flank)」，而通常用這個詞稱呼其他馬多半具有歧視或嘲笑的意味。

Celestia紀年（Celestial Era）
- 小馬國的一種紀年方式，從夢魘之月被放逐的那年為Celestia元年，此後一直使用到今日。

暖心節（Hearthwarming）
- 小馬國特有的節日，類似於現實世界的聖誕節。
- 過節的方式因馬而異。

夢魘夜典（Nightmare Night Festival）
- 小馬國的傳統節日之一，節日由來與夢魘之月有關，有點類似現實世界的萬聖節。
- 在月亮公主回歸之後，則由其扮演夢魘之月。

落葉路跑大賽（Running of Leaves）
- 小馬村秋天時的傳統活動，透過路跑時地面的震動來震落樹上的枯葉，是迎接冬天的第一步。

送冬日（Winter Wrap Up）
- 在小馬國，季節與天氣需要仰賴小馬去進行變換，而送冬日就是在冬天的最後一天將屬於冬天的痕跡清理乾淨，好迎接春天的到來。
- 一般來說工作大致上有清理積雪及雲朵、破冰、播種、編織鳥巢、叫醒冬眠的動物、迎接到溫暖地區過冬的候鳥...等(以小馬村為例)。
- 而每個城市都有不同的做法，比方說坎特拉城主要是用魔法進行；而小馬村由於是陸馬建立的城鎮，所以依照傳統習俗不使用魔法，完全用馬力進行收冬日的工作。

闪电天马（The WonderBolts）
- 聚集全小馬國飛行菁英的組織，是在Celestia元年(噩夢之月被放逐之後的第一年)從擔任公主護衛的E.U.P皇家護衛隊(Earth-Unicorn-Pegasi Guard)中分離出來，之後就一直擔任小馬國的航空武力核心，直至今日。
- 隊名「闪电天马」的由來是源自於慶祝宇宙公主統治一周年時，一隊菁英飛行員的演出，當時的表演讓天空中灑下一道道閃電，而隊伍領導者火翔將軍便以此為隊伍命名。
- 初代驚奇閃電的飛行服設計上類似於儀隊軍服，此後經過多款改良，逐漸變成以實用性為主的緊身衣款式。
- 現任隊長為電光火（英語：Spitfire）。